# Coleophora nevadella
Coleophora nevadella é uma espécie de mariposa do gênero Coleophora pertencente à família Coleophoridae.